# 암바사

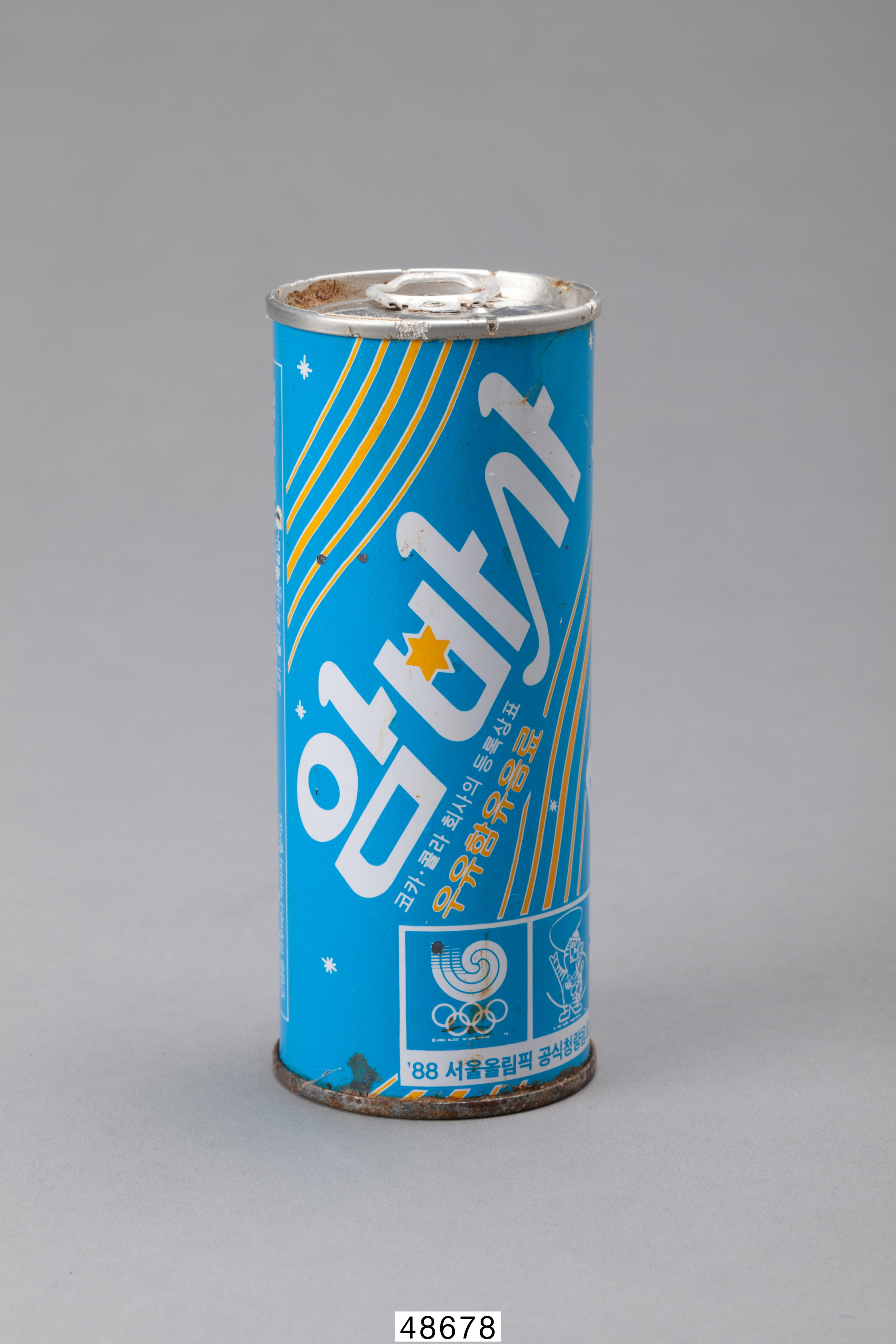
암바사 캔(1980년대)

암바사(Ambasa)는 우유 맛이 나는 코카콜라 컴퍼니의 탄산 음료이다. 1982년 일본에서 처음 판매되었으며 이어 1984년 5월 대한민국에서도 출시되었다. 기본적인 탄산음료의 재료인 옥수수, 당밀, 설탕, 탄산수 이외에 우유를 첨가했다. 현재 제품 리뉴얼되어 환타브랜드로 편입, 환타 밀크소다로 제품명이 변경되었다가, 2023년에 암바사by 환타로 이름이 다시한번 바뀌게 되었다.

## 원재료명
정제수, 백설탕, 탈지분유(우유), 탄산가스, 구연산, 합성착향료(요구르트향, 시트러스향)

## 역대 광고 출연자
- 최성수 (1987년)
- 오현경 (1989년)
- 오연수 (1990년)
- 하수빈 (1991년)